# Républicains français sous la monarchie de Juillet
Bien que les Trois Glorieuses soient, en grande partie, le fait d'armes de nombreux républicains convaincus, c'est finalement une seconde monarchie constitutionnelle que les libéraux arrivent à instaurer aux dépens des républicains. L'hésitation de 1830 a, en fait, été favorable aux bourgeois libéraux, mieux organisés pour instaurer un nouveau régime et hostiles à une république. Les républicains reprennent alors leur opposition à un régime qu'ils n'approuvent pas.

## Républicains à l'aube de la monarchie de Juillet

### La déception du nouveau régime

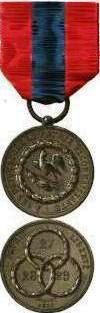
Louis-Philippe donne aux combattants de juillet des médailles commémoratives.

À la suite des Trois Glorieuses, toute la France est prise d'une véritable fièvre révolutionnaire. De nombreuses sociétés sont fondées tandis que celles qui existaient déjà sous la Restauration sont dans un regain de forme. C'est ainsi que la société des Amis de la liberté, la société des Amis du peuple, la société des Droits de l'homme ainsi que la société de la constitution fleurissent en cette année 1830. La société des amis du peuple est la plus illustre, c'est elle qui fomente l'opposition à l'intronisation de Louis-Philippe Ier et qui appelle à « la république ou la mort ». Dans les universités sont créées des ligues destinées à lutter contre l'analphabétisme de la population. Le 21 septembre 1830, une foule immense rend un hommage aux quatre sergents de La Rochelle, condamnés à mort 8 ans plus tôt. Les étudiants ayant participé aux journées de juillet participent à l'élan des peuples en Europe face au système Metternich. À l'extérieur de la France, les combattants de juillet encouragent les Belges à se révolter contre la royauté hollandaise, dans un élan de nationalisme. Ils encouragent également les Polonais à s'émanciper de la tutelle russe et les nationalistes italiens à unifier les différents peuples italiens au sein d'une république. Si les autocraties absolutistes s'inquiètent de cet élan révolutionnaire que promeut la France, la nouvelle de l'établissement d'une monarchie en apparence plus proche des aspirations populaires est accueillie avec enthousiasme par les États-Unis, qui prévoient une grande commémoration du traité de 1783, et par les libéraux de tous les pays d'Europe, qui jubilent, mais cet enthousiasme sera de courte durée.

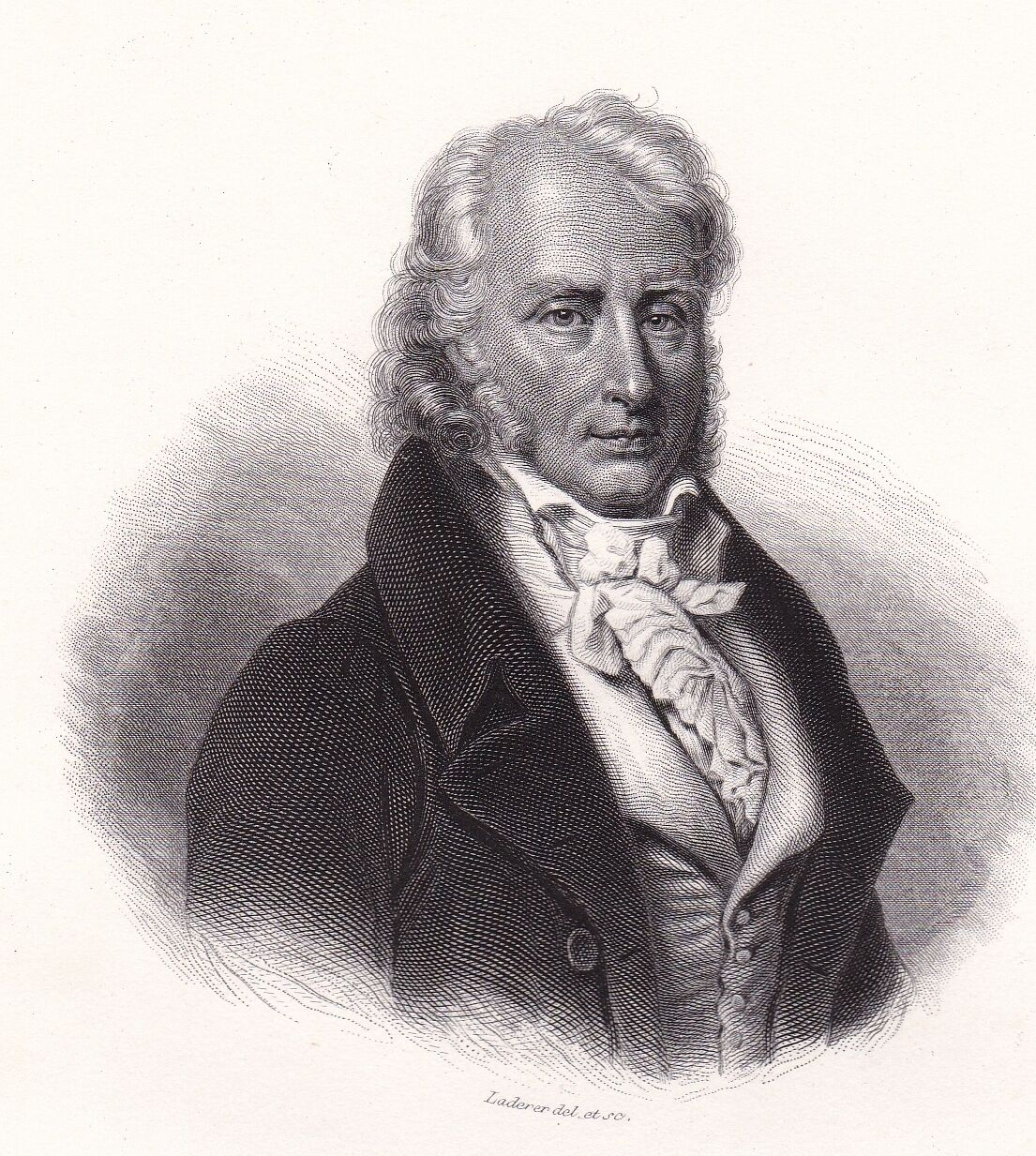
Les funérailles de Benjamin Constant, figure de l'opposition libérale sous la Restauration, sont l'objet d'un regroupement républicain.

Les espoirs suscités par cette « république déguisée en monarchie », selon l'expression de Thiers, sont vite déçus. Malgré les mesures symboliques que prend Louis-Philippe comme l'attribution de « médailles de Juillet » aux combattants des Trois Glorieuses. Pierre Daunou, prophète, déclarera à propos des médailles : « Aujourd'hui, on vous tresse des couronnes ; avant trois ans, ces mêmes mains qui vous les donnent vous garrotteront peut-être pour vous conduire à l'échafaud. ». On ne saurait être plus lucide, dès septembre 1830, Guizot, fraîchement nommé ministre de l'Intérieur dans le gouvernement Laffite, procède à des arrestations pour « incitation à haïr le roi » et ordonne à la police de se servir de la liste des médaillés de juillet pour entamer des poursuites. La chambre élue en 1830 et qui siège toujours, est considérée comme illégale par les républicains, la société des Amis du peuple dira qu'elle « ne peut reconnaître une chambre aristocratique dont l'institution est en opposition directe avec les sentiments et les principes qui lui ont mis les armes à la main ». En dépit des mesures que la chambre prend avec le concours des républicains (abolition de l'hérédité de la pairie), elle prend des mesures qui rappellent à La Fayette les mesures détestables qu'avait prises la chambre des années 1820 soit des lois encourageant la censure et la restriction d'association. À la suite de ces lois, des milliers d'étudiants, se rendant compte que Louis-Philippe avait escamoté leur révolution, se mettent en grève. Tous les républicains se rendent alors compte que leur combat pendant les Trois Glorieuses a été vain. Lors des funérailles de Benjamin Constant, où tous les républicains se réunissent, Trélat jurera que « nos journées de Juillet si chèrement achetées de la vie de nos frères ne seront pas perdues ». Le message est clair, la monarchie de Juillet devient officiellement l'ennemie des républicains.
La Fayette, grand artisan de la montée sur le trône de Louis-Philippe, commence à regretter son choix. Louis-Philippe et ses ministres le comprennent vite et poussent La Fayette à la démission de son poste de chef de la garde nationale ce qu'il finit par faire le 27 décembre 1830. Sa démission, suivie par celle de Dupont de l'Eure qui rend son portefeuille de la justice, marque la rupture entre orléanistes et républicains. Quelques jours plus tard, Marrast et Cavaignac lancèrent des plans d'action secrets pour reprendre la lutte politique. Ainsi, sous l'égide du journal Le National et avec le concours de la société Aide-toi, de nouvelles associations républicains sont créées, par crainte d'une nouvelle contre-révolution légitimiste mais surtout pour prouver à Louis-Philippe que les républicains sont encore nombreux dans le pays. Les républicains, face à la situation, sont divisés sur la stratégie à adopter pour prendre le pouvoir. Pendant que Trélat, Cabet, Buchez, Marrast et Garnier-Pagès souscrivent à une opposition politique et renoncent à établir un régime républicain par la force, d'autres comme Cavaignac, Bastide et Arago croient en une nouvelle insurrection, persuadés d'un succès immédiat. Tous ces facteurs font que les républicains s'agitent sous n'importe quel prétexte contre la monarchie de Juillet. Ainsi, lors du procès des ministres de Charles X, leur condamnation à la prison à vie, alors que la peine de mort était attendue par tous les républicains, déclenche un semblant d'insurrection, qui se calme vite. Cette agitation permanente, ainsi que le sac de Saint-Germain-l'Auxerrois lors de manifestations anti-carlistes après une messe à la mémoire du duc de Berry, a précipité la fin du ministère Laffite, lequel est remplacé par un gouvernement dirigé par Casimir Périer.

### Casimir Perier face aux républicains

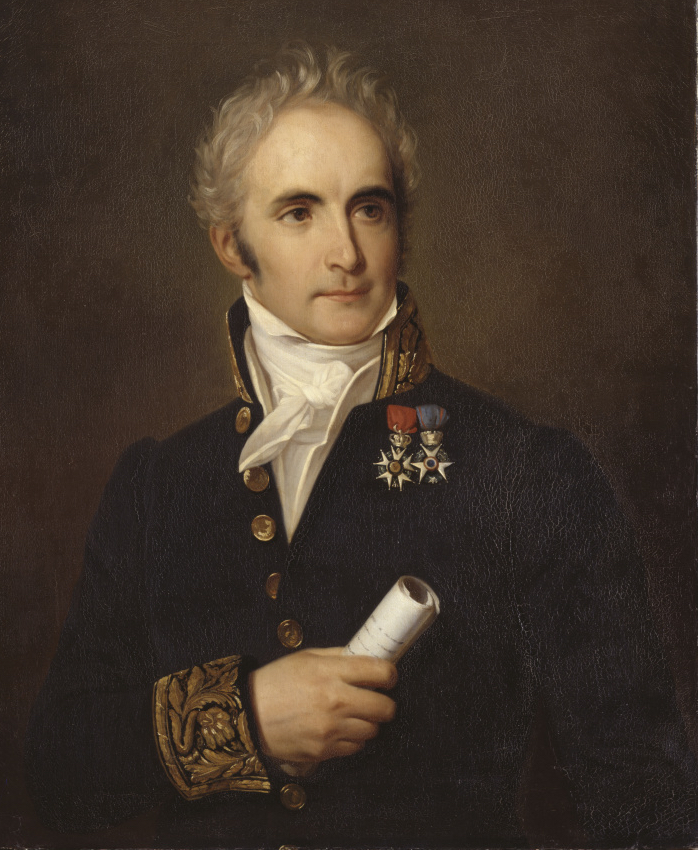
Casimir Perier, président du conseil, entame une lutte sans merci avec les républicains.

Casimir Perier résume sa ligne politique en une phrase « Au-dedans l'ordre sans sacrifice pour la liberté ; au-dehors la paix sans qu'il en coûtât rien à l'honneur ». Les républicains sont alors en plein dans son viseur en cela se confirme rapidement. Casimir Périer commence par rassurer les républicains en faisant voter la réforme électorale mais les contrecarre dans leur projet de rémunération des députés. En 1831, les députés ne sont pas payés pour leur mandat ce qui permet au pouvoir de contrôler certains députés modestes en leur offrant des postes de fonctionnaires, l'exemple parfait en étant Paul Dubois[Lequel ?], directeur du Globe et ancien carbonari, qui se voit offrir un poste de haut fonctionnaire par l'administration et est finalement « neutralisé » par le pouvoir en place. Le gouvernement va plus loin dans la répression, une purge administrative est décrétée. Ainsi, tous les députés qui ont adhéré aux associations républicaines formées pendant la monarchie de Juillet sont révoqués. Les républicains occupant des postes clés comme procureur, juge ou maire sont révoqués, Odilon Barrot et Alexandre de Laborde démissionnent tous deux, de la préfecture de la Seine pour le premier et du conseil municipal de Paris pour le second. Eugène Cavaignac, alors simple officier de l'armée, est mis à pied parce qu'il a affirmé à son colonel qu'il ne prendrait jamais les armes contre les républicains. La purge voulue par le parti de la résistance est réussie. En avril 1831, Casimir Périer demande aux procureurs généraux de « mener une lutte sans merci contre les républicains ». C'est le début d'une guerre acharnée contre les directeurs de journaux républicains. Selon Georges Weill, les organes républicains avaient continuellement des procès contre eux, surtout La Tribune. Le gouvernement de Casimir Périer veut également affaiblir les meneurs républicains et c'est dans ce but que l'on intente un procès, connu sous le nom de procès des Dix-neuf. Le ministre de la justice intente un procès à dix-neuf républicains, parmi lesquels Cavaignac, Guinard, Marrast, Trélat et Bastide. Les meneurs républicains sont accusés d'avoir profité des troubles liés au procès des ministres de Charles X pour tenter une émeute mais leur défense est très compétente. Les plaidoiries des trois avocats républicains, qui comptent parmi eux Louis Michel, sont très convaincantes si bien que les dix-neuf sont finalement acquittés et ovationnés par une foule enthousiaste.

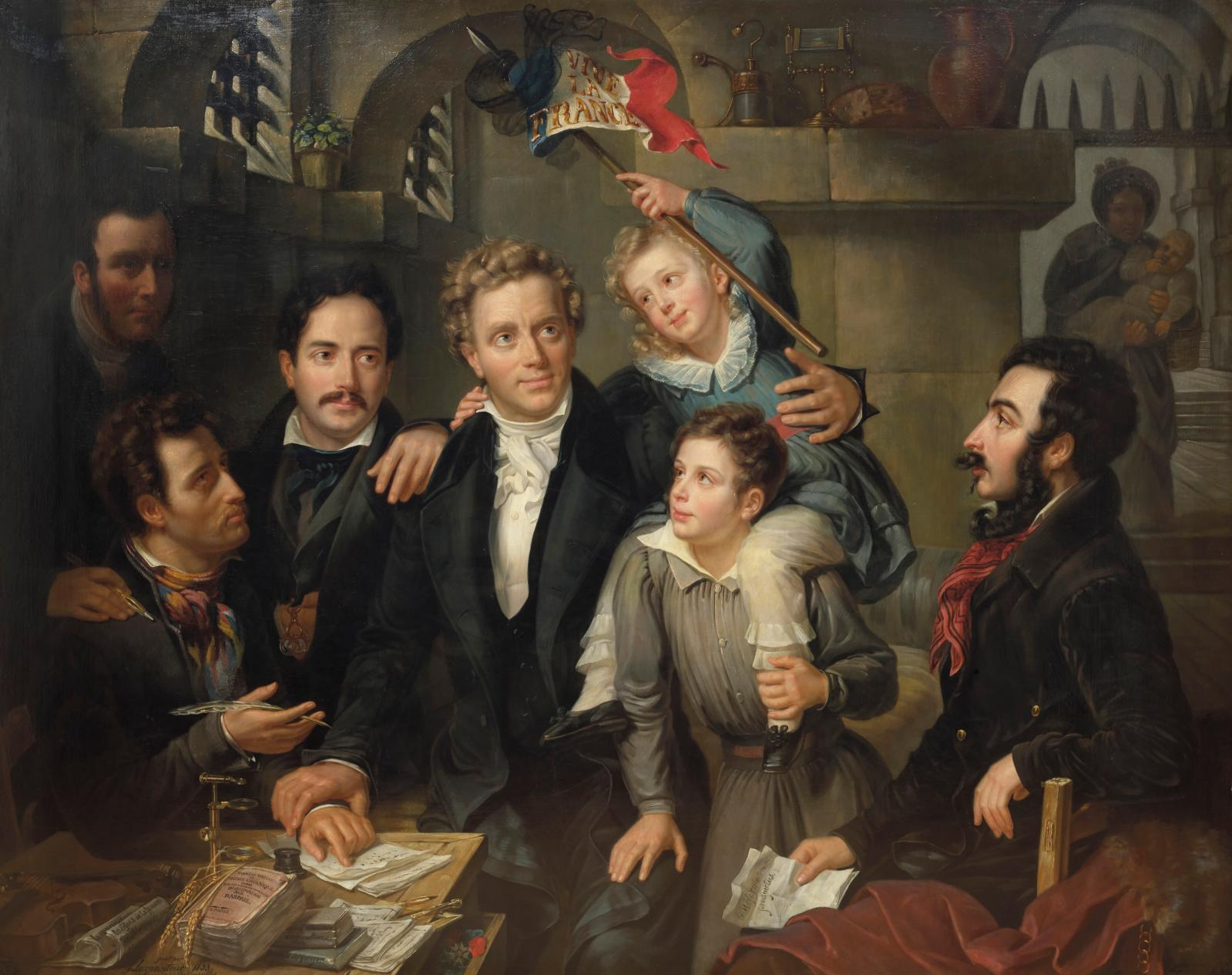
Raspail, avec sa plaidoirie au procès des quinze, s'assure une grande popularité en France. Cette toile le représente avec ses enfants à la maison d'arrêt de Versailles, en compagnie de Larpenteur (auteur du tableau), Blanqui, Bonnias, Guillard de Kersausie.

Un événement va également galvaniser l'opposition républicaine : la première insurrection des Canuts lyonnais. Cette grande révolution ouvrière fait comprendre aux chefs républicains de la nécessité absolue de se battre pour les masses, y compris pour le prolétariat. Poursuivant l'élan de 1830, les républicains mettent en place des comités éducatifs et des écoles gratuites ce qui est à l'époque perçu par le gouvernement comme un camouflet, les républicains intervenant dans un domaine normalement réservé à l'État ou à l'Église. L'Association pour l'instruction gratuite du peuple est fondée par Dupont de l'Eure tandis que Lazare Carnot remet en marche une société qu'il avait créée il y a déjà 15 ans pour instruire tout le monde. Guizot, alors ministre de l'instruction, se rend compte de la prééminence que sont en train de prendre les républicains dans un domaine où l'État devrait être présent, il travaille alors d'arrache-pied sur une loi sur l'instruction, qui sera finalement votée en 1833. Les républicains, outre le fait de promouvoir une éducation gratuite pour tous, mettent leurs plumes au service du peuple à partir de 1831. S'inspirant des méthodistes anglais qui avaient rallié les ouvriers à leur cause au XVIIIe siècle, les républicains, aidés par les saint-simoniens, écrivent pour le peuple et en particulier pour les ouvriers. Les républicains se coupent néanmoins des saint-simoniens lors de cette année 1831, tout simplement parce que pour les saint-simoniens, le régime républicain n'est pas primordial dans leur vision politique ce qui entraîne la rupture avec ces derniers Dès novembre 1831, Étienne Cabet publie Péril de la situation présente au profit des canuts lyonnais. Cabet, avec Buchez qui écrit en 1831 son Histoire parlementaire de la Révolution française est l'un des républicains les plus dévoués aux ouvriers. C'est lui qui, en 1833, fonde le journal Le Populaire, destiné à informer les ouvriers de l'actualité du pays.
Ces succès républicains énervent Casimir Périer qui relance l'offensive contre les républicains. En janvier 1832, un procès, dit procès des quinze, s'ouvre, le but étant pour le gouvernement d'incarcérer les principaux membres de l'influente Société des amis du peuple. Ce procès, comme celui des dix-neuf un an auparavant, est une démonstration de l'éloquence républicaine. Trélat et surtout Raspail retournent le procès contre le gouvernement avec leur éloquence, Raspail dira au procès « La France,[...] pourrait nourrir soixante millions d'hommes : elle n'en renferme que trente-deux et les deux tiers meurent de faim. Voilà le problème à résoudre. ». Si Raspail est tout de même condamné à deux ans de prison et à mille francs d'amende, ses propos seront relayés par la presse républicaine mais aussi à la Chambre des députés et dans les universités, preuve de l'impact qu'a eu cette tribune de Raspail. Les républicains jubilent et la mort de Casimir Périer provoquée par l'épidémie de choléra en 1832 est un autre succès républicain, espérant l'arrivée d'un gouvernement plus proche des aspirations populaires.

## Opposition directe aux orléanistes

### L'insurrection de 1832

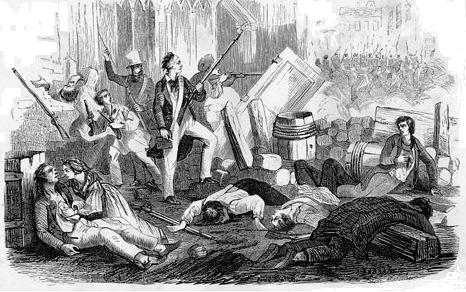
Insurrection républicaine de 1832.

Le 22 mai 1832, 39 députés de l'opposition (Républicains et libéraux déçus du régime de juillet) se réunissent chez Jacques Laffitte. Ils décident de publier un compte-rendu de leurs actions, de leur votes et de leurs convictions, ce que l'on appelle le « compte rendu des 39 ». Mais très vite, ce qui devait être une sorte de manifeste de l'idée de l'opposition de gauche au régime se transforme en réquisitoire contre la monarchie de Juillet, exprimant bien que Restauration et Révolution cohabitaient encore, et, que les Trois Glorieuses étaient, quelque part, « un coup dans l'eau » et que la République est le seul régime dans lequel ils auraient confiance. Le compte rendu qui est ensuite signé le 28 mai 1832 est une bombe dans le paysage politique de la monarchie de Juillet. L'opposition républicaine prend confiance avec ce compte-rendu, elle se renforce d'autant plus qu'un de ses jeunes membres, Evariste Gallois, est tué lors d'un duel. Tous les républicains se retrouvent à son enterrement le 2 juin et en profitent pour discuter d'un éventuel coup de force. Dans un contexte de remontée de l'ultra-royalisme, symbolisée par la relance de la chouannerie par la duchesse de Berry, les républicains apprennent la mort du général Lamarque à Nantes au début de juin 1832. Cette mort est due à l'intense épidémie de choléra qui sévissait partout en France et qui a, auparavant, emporté Casimir Périer. Les républicains prévoient alors un grand défilé pour rendre hommage à Lamarque mais également pour rendre hommage aux nationalistes polonais morts face aux Russes. Le défilé est prévu le 5 juin 1832.

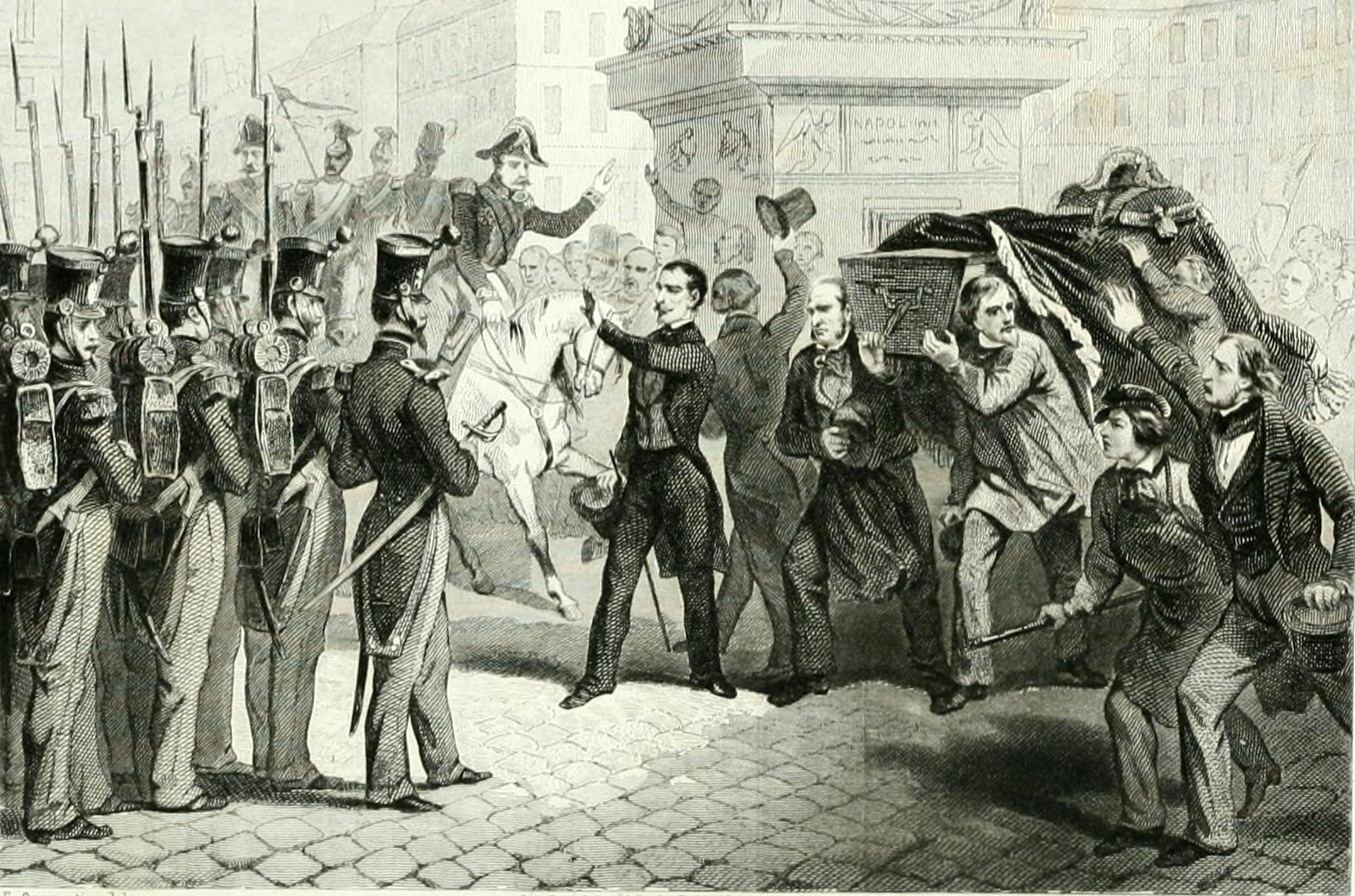
Les funérailles du général Lamarque sont l'objet d'une insurrection républicaine en 1832.

Le 5 juin 1832, le défilé en l'honneur de la mort de Lamarque tourne mal. Une poignée des protagonistes présents au défilé avaient prévu de le transformer en une insurrection républicaine. L'insurrection éclate, une partie de la garde nationale prend fait et cause pour les insurgés ce qui plongea Paris dans un état de quasi-révolution. Néanmoins, Louis-Philippe est informé très vite de la situation. Le 5 au soir, il passe en revue ses troupes et les galvanise. Le tournant de l'insurrection a en fait lieu cette soirée du 5 juin. En effet, les auteurs du compte rendu des 39 changent de position et sont pour un changement de politique de la part de Louis-Philippe, ils ne réclament plus la république. Les meneurs républicains se dérobent, La Fayette fuit en province, les autres sont arrêtés. Le 6, les combats reprennent et l'armée royale prend le dessus sur les manifestants. La monarchie triomphe et aucune concession n'est accordée aux meneurs de l'insurrection tels Odilon Barrot, qui avait tenté de négocier avec Louis-Philippe. Devant la répression du mouvement, les républicains s'indignent, notamment le jeune Ledru-Rollin qui suggère qu'il est bien étrange de voir un gouvernement issu des barricades de 1830 manifester tant de violences contre d'autres barricades 2 ans plus tard. Encore aujourd'hui, on ne sait pas qui est le réel instigateur de cette insurrection. L'hypothèse la plus probable est que Godefroy Cavaignac, devenu entretemps chef de la Société des amis du peuple, ait lancé cette insurrection tout seul, sans en avertir les autres républicains, ce qui explique le désaveu envers cette insurrection des chefs républicains comme Étienne Garnier-Pagès, Étienne Cabet ou encore Armand Marrast. Cavaignac aurait été financé par la duchesse de Berry, désireuse de renverser Louis-Philippe, mais aurait eu comme intention réelle de renverser Louis-Philippe au profit de Napoléon II, comme l'atteste sa visite à Londres en 1831 durant laquelle il rencontre Joseph, frère de Napoléon Ier.
En fait, il s'agit là d'impressions de Mme Gilmore et le voyage à Londres fut postérieur à l'insurrection, le rapport du préfet de police Gisquet, d'autres recherches placent la Société Gauloise de Deschapelles au centre des préparatifs de l'insurrection.

### Arrivée de Thiers
La France est alors dans un état proche du chaos, ce qui pousse le gouvernement à dissoudre la société des amis du peuple au terme d'un procès où Cavaignac usera de toute sa verve pour critiquer l'article 291 du code pénal qui restreint le droit d'association « En période de renouveau national, la liberté d'association est nécessaire [...]. Il ne peut y avoir trop de bonnes volontés combinées pour résoudre les problèmes sociaux. ». En octobre 1832, la nomination au ministère de l'intérieur de Thiers, homme qui a bien connu les réseaux clandestins sous la Restauration, permet au gouvernement de reprendre la main sur les républicains. Il intente plus de 300 procès envers la presse et les sociétés républicaines, s'en prenant notamment à La Tribune de Marrast et au Populaire de Cabet, qui tire à l'époque à 27 000 exemplaires. Au total, le gouvernement impose plus de 215 000 francs d'amendes à toute la presse républicaine soit une somme énorme à l'époque. Les républicains, face aux assauts de Thiers contre leur presse, réagissent en créant une multitude d'associations pour défendre la liberté de la presse. Les républicains martèlent l'argument suivant : « Les électeurs ne constituant qu'une petite minorité, la masse du peuple est représentée, donc, non par la chambre mais par la presse. [...] Unissons-nous pour subvenir aux journaux, payer leurs amendes. ».

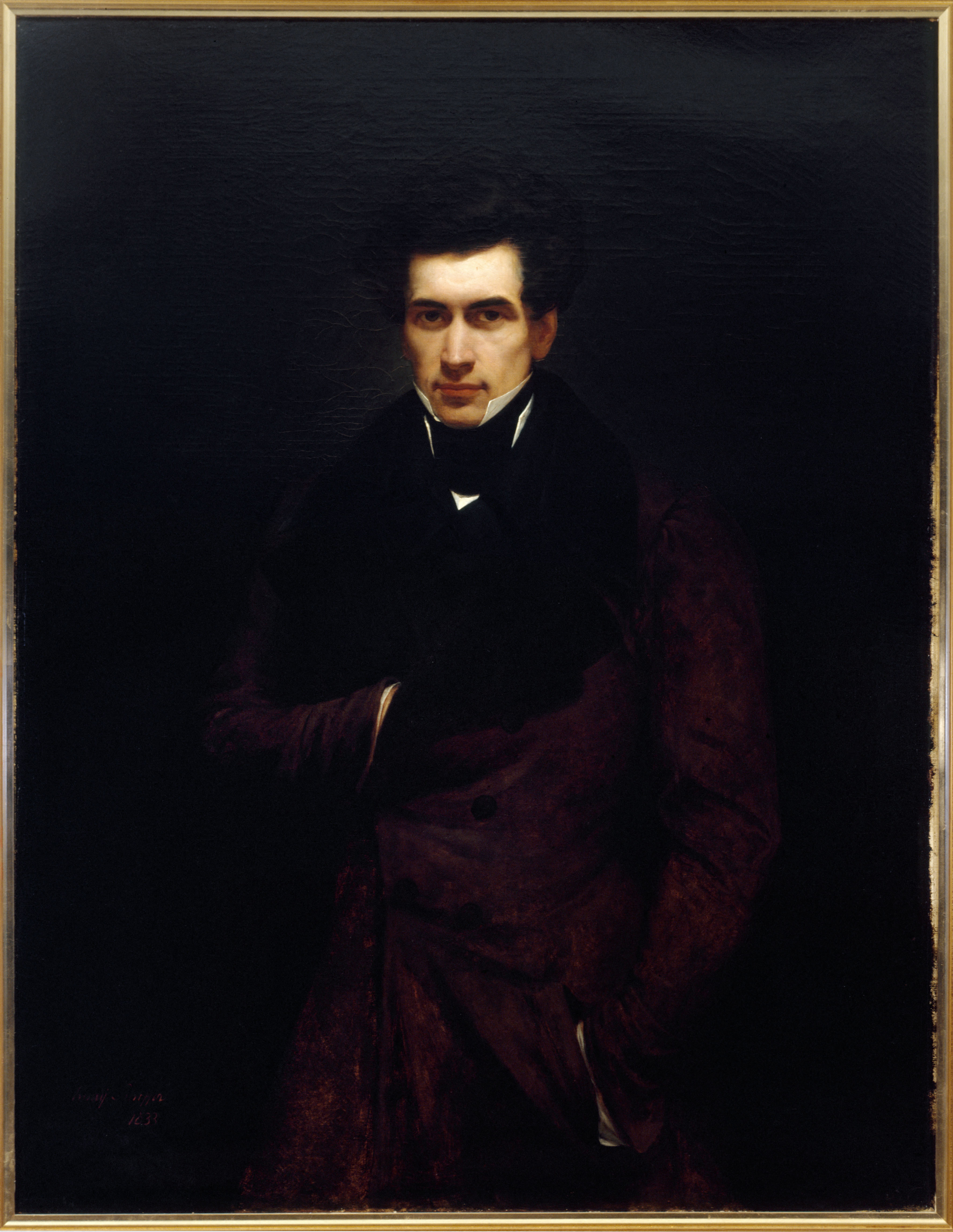
Armand Carrel en 1833, huile sur toile d'Ary Scheffer, Musée de la vie romantique.

Cette propagande républicaine est appuyée par un nouveau comité : le comité d'action central de Paris auquel se subdivisent cinq comités, spécialisés. Le comité d'enquête, qui étudie les actes gouvernementaux contre la liberté de la presse et qui est dirigé par Cabet, Marrast et Guinard, le comité de défense légale, pour la défense face aux tribunaux, qui est dirigé par Dupont de l'Eure, le comité des secours, pour recueillir les fonds pour aider les prisonniers républicains ou les familles de ces derniers, dirigé par Cormenin, le comité de législation, présidé par La Fayette, Armand Carrel et Garnier-Pagès et le comité central de la presse, dirigé par Voyer d'Argenson et Cavaignac. Ce comité est bien aidé dans ses opérations par la société Aide-toi et la société des droits de l'homme, héritière des Amis du peuple. Le comité agit également pour défendre les presses républicaines de province, quatre coordinateurs régionaux sont nommés : Cabet pour l'est, Trélat pour le sud, Garnier-Pagès pour le nord et Berrier-Fontaine pour l'ouest. Ces coordinateurs font tout pour monter une presse d'opposition à la monarchie dans tous les départements de France. Ainsi, Trélat relance un journal républicain dans le Puy-de-Dôme pendant que Jacques Joly fonde Le patriote de Juillet à Toulouse et que Cabet fonde Le patriote de la Côte-d'or, les républicains sont désormais engagés dans une lutte à mort avec le pouvoir monarchique. Les ouvriers, intimement mêlés aux républicains, en particulier dans les associations, sont à l'origine de la grève de novembre 1833, organisée avec le concert des républicains. Thiers, aidé de ses adjoints, choisit de laisser agir la faim, les associations d'entre-aides n'ayant pas prévues assez de vivres, les ouvriers sont obligés de reprendre le travail. Cette grève servit d'argument au triumvirat Guizot-Thiers-de Broglie qui dirige alors la France, pour frapper fort l'année suivante en 1834.

### 1834: année troublée

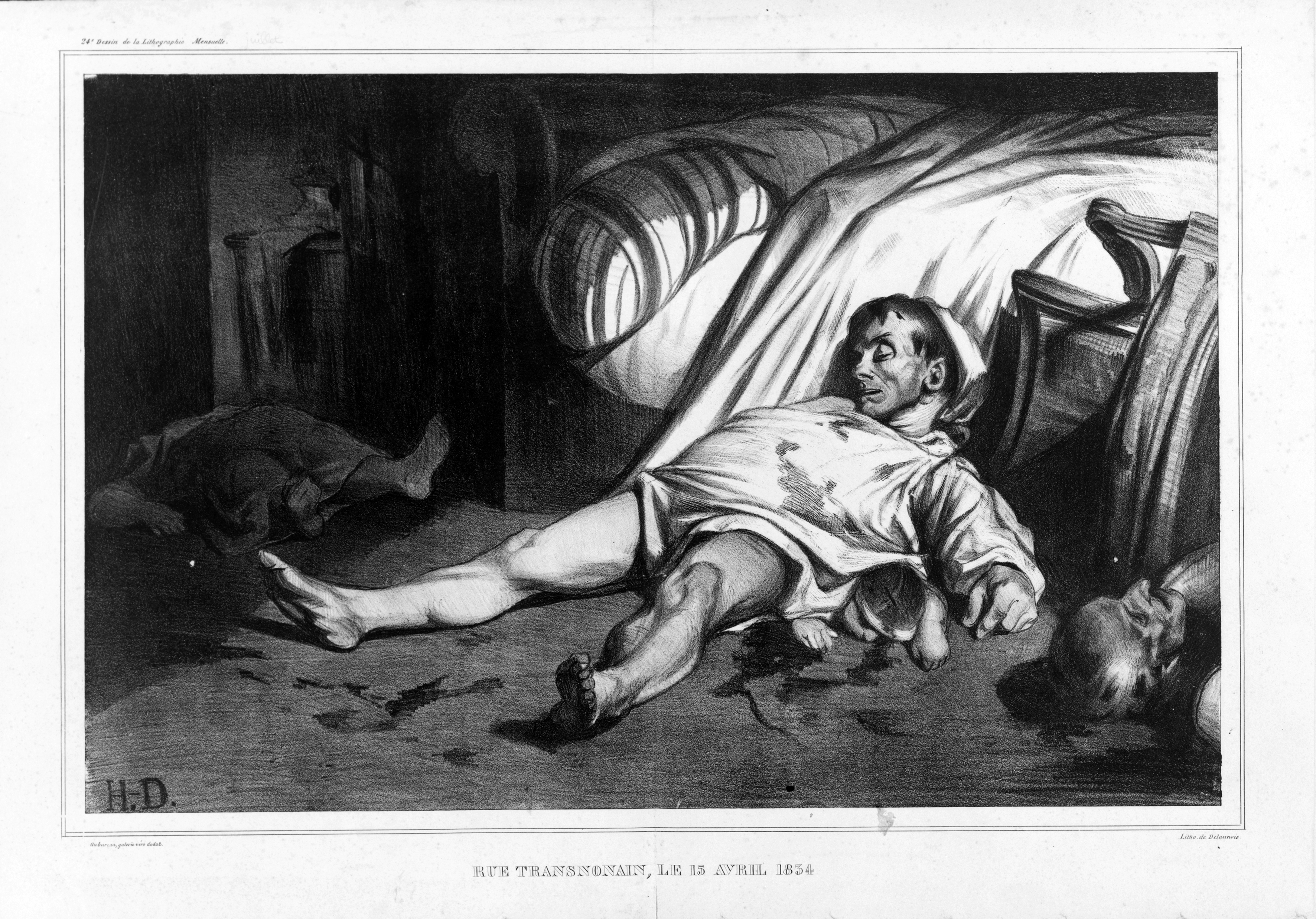
Honoré Daumier donne une notoriété au massacre de Transnonain.

Thiers lance en ce début d'année 1834 une loi mettant sous le contrôle de l'État les colporteurs. Ceux-ci sont désormais hors-la-loi s'ils diffusent des imprimés sans autorisation préalable. Les colporteurs sont encore une des sources principales de l'information pour un peuple majoritairement illettré. Depuis trois siècles, les colporteurs lisent les journaux à haute voix et distribuent des almanachs. Cette loi porte donc atteinte à l'information du plus grand nombre et suscite de nombreuses réactions notamment à Lyon, où les canuts se mettent en grève pendant un mois, et à Nantes, où les diverses associations républicaines de l'ouest se mobilisent et réclament « l'élection des députés aux suffrage universel ». L'action politique de ces associations contribue à les exposer, et donc à en faire la prochaine cible du gouvernement. Le 22 février 1834, une loi sur les associations est adoptée, la loi interdit la formation d'associations sans autorisation préalable à l'exception des associations artistiques, religieuses et littéraires. Par cette loi, ce sont les associations républicaines et les associations de secours mutuel des ouvriers qui sont visées. Cette loi provoque un tollé et des manifestations éclatent un peu partout en France. Des ouvriers entonnent La Marseillaise et hurlent « Vive la république, à mort les ministres. ». À l'exception des orléanistes, tous jugent la loi « scandaleuse » et tous comprennent que les desseins de Thiers à savoir pousser les républicains à la faute afin de les éliminer définitivement. Face à cette attaque, les leaders républicains manquent de cohésion. Si certains sont pour l'épreuve de force, d'autres sont pour le laisser-faire afin de ne pas tomber dans le piège que leur tend Thiers. La cohésion du camp républicain est d'autant plus difficile du fait de la multitude d'associations républicaines à travers la France.

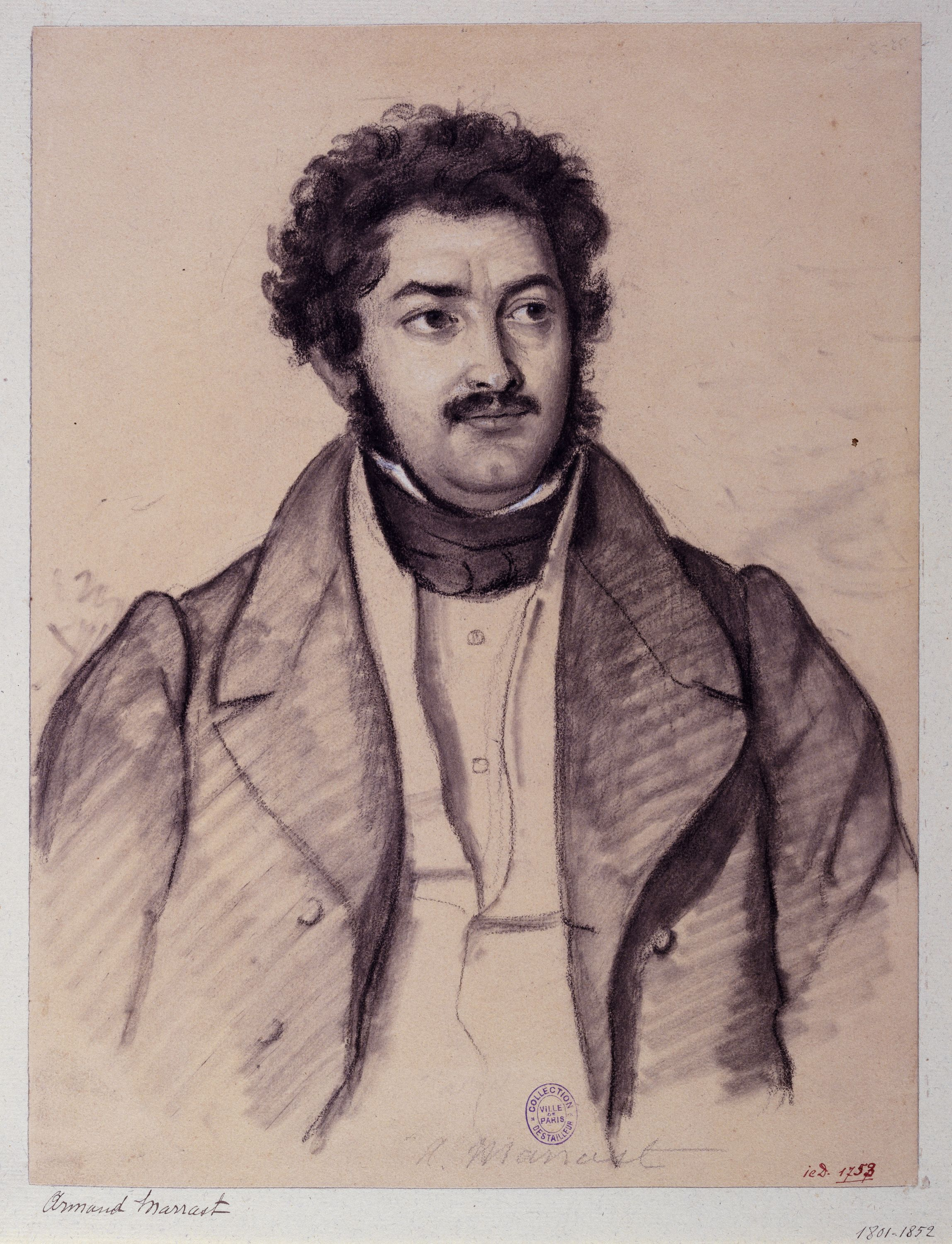
Armand Marrast en 1834.
Portrait dessiné par Auguste Toussaint Lecler, Paris, musée Carnavalet.

Un événement va faire basculer cette hésitation des leaders républicains. Le 9 avril 1834, a lieu le procès des chefs canuts qui avaient provoqué la guerre de février dernier à Lyon. Dans un climat de tension indescriptible où 6 000 personnes manifestent leur soutien aux accusés, les forces de l'ordre sont elles aussi mobilisées. Le procès s'ouvre normalement et lorsque Jules Favre, qui sert d'avocat aux chefs canuts, commence sa plaidoirie, des coups de feu sont tirés par les soldats sur une foule désarmée. Ce massacre provoque une réaction nationale des associations républicains qui appellent à descendre dans la rue. À Paris, des émeutes particulièrement violentes ont lieu mais sont maîtrisées sans scrupules par des soldats n'hésitant pas à massacrer les émeutiers tandis que des projets séditieux sont finalement avortés dans l'ouest et dans le Jura. Mis au courant de ces projets, le gouvernement n'hésita pas à lancer des « rafles républicaines ». Ainsi, plus de 2000 suspects sont appréhendés à travers le pays. Dans toute la France, la police procède à des perquisitions de domicile, ainsi qu'à de véritable traques des républicains. La presse républicaine s'offusque de ces traques et est lourdement censurée par le pouvoir royal, Marrast est interné à la prison de Sainte-Pélagie tandis que Carrel continuait la lutte avec le National pour finalement s'exiler en Angleterre. Cette traque ainsi que le demi-succès des élections législatives de 1834 (les républicains perdent des sièges mais des gens comme Jacques Laffitte ou Odilon Barrot, proches idéologiquement du mouvement républicain sont élus) renforcent les républicains. En octobre 1834, la cour des pairs est élevée en haute cour de justice afin de juger les deux mille suspects appréhendés plus tôt dans l'année. Pierre Larousse appellera ce procès le « procès monstre ».

## Procès et traversée du désert

### Initiatives

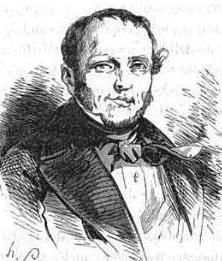
Fieschi.

Le mouvement républicain est en difficulté depuis fin 1834, ne se trouvant plus de meneurs et n'arrivant plus à diffuser ses idées.
C'est dans ce contexte qu'a lieu le procès des insurgés d'avril 1834 en mai 1835. Les républicains cherchent alors à faire leur propagande dans le tribunal, ce qui a un effet désastreux car ils sont vus comme des jacobins et font peur à la bourgeoisie qui fait, désormais, tout pour les éloigner du pouvoir autant que possible. Néanmoins, les sentences des juges sont clémentes afin de ne pas exacerber les tensions. 121 des 2 000 prévenus sont condamnés, 43 sont jugés par contumace. La plupart sont condamnés à des années d'emprisonnement, quelques-uns sont acquittés ou déportés, il n'y a aucune condamnation à mort, le gouvernement ne voulant pas donner « de martyrs aux républicains ».
Le mouvement républicain sort donc encore plus affaibli de ce procès. La bourgeoisie les repousse et le peuple les voit comme des fauteurs de troubles perpétuels. 
Le 28 juillet 1835, à l'occasion de l'anniversaire de la monarchie de Juillet, Louis-Philippe, malgré les rumeurs d'attentats, passe ses troupes en revue. Au 50 Boulevard du Temple, une machine explose, la famille royale est indemne, le général Mortier est tué sur le coup, 17 autres personnes meurent de cet attentat.
Les coupables sont alors retrouvés, il s'agit de Giuseppe Fieschi et de deux autres complices républicains liés à la société secrète des droits de l'homme. Ces trois personnes sont jugées et condamnées à mort, puis guillotinés le 19 février 1836. Le mouvement républicain est discrédité dans l'opinion publique.

### Réorganisation

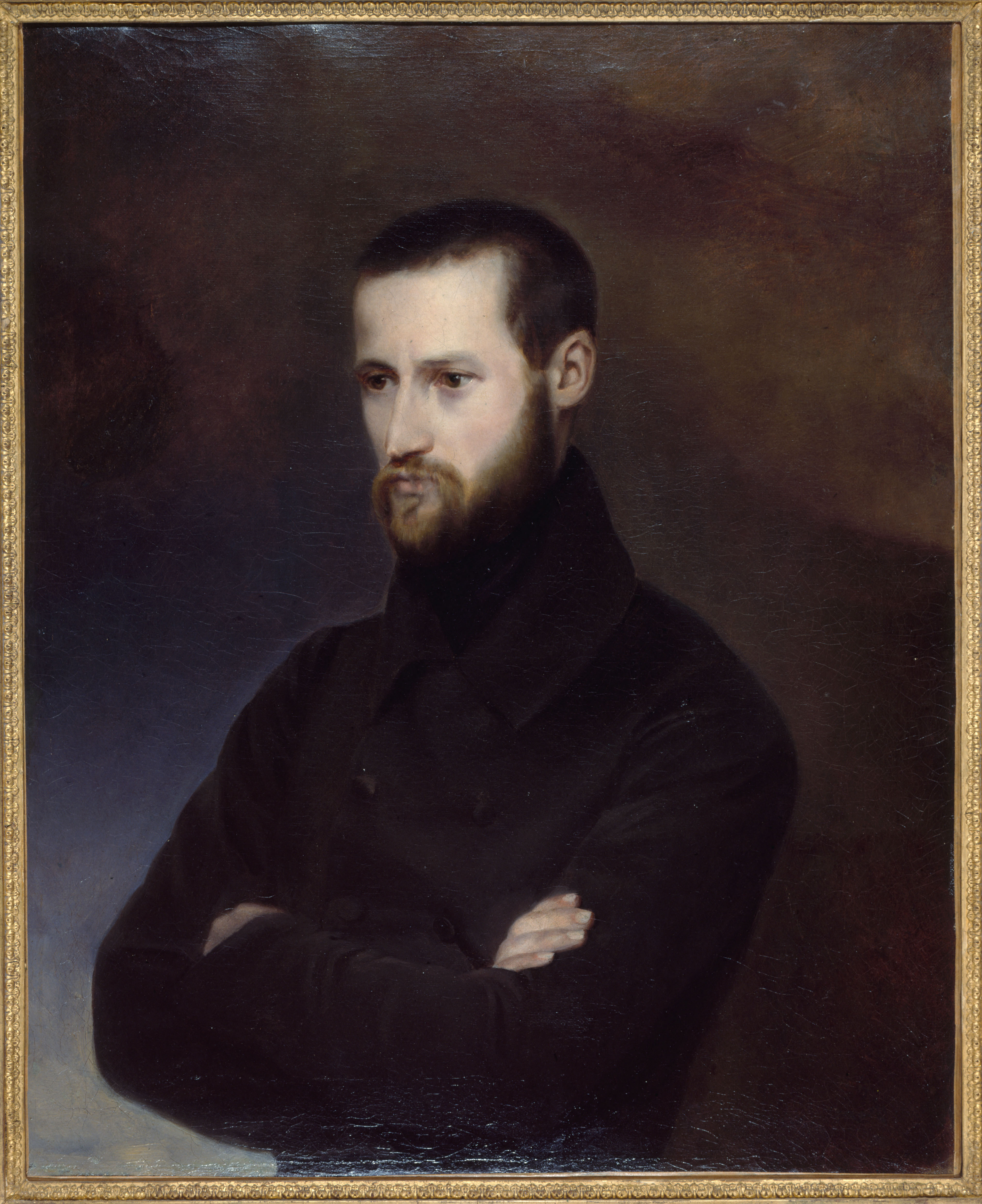
Auguste Blanqui tenta une insurrection en 1839.

La monarchie de Juillet voit l'éclosion d'un certain nombre de courant de pensées républicains : les idées socialistes commencent réellement à se développer durant la monarchie de Juillet, des penseurs comme Louis Blanc et Auguste Blanqui contribuent à les véhiculer. Mais il y a des nuances entre ces idées, Louis Blanc pensant social-démocratie, c'est-à-dire, l'établissement d'un suffrage masculin direct tandis que Blanqui a toujours été contre ce mode de scrutin et prône une collectivisation des terres. Les socialistes et républicains s'unissent dans un but, renverser la monarchie de Juillet mais n'ont en fait que très peu en commun, beaucoup de républicains ne souhaitant en rien une république sociale. Mais dès les années 1840, le mouvement républicain bat de l'aile, il est fortement divisé entre socialistes, néo-communistes et modérés. Les sociétés secrètes se multiplient et leurs actions sont marginales. Il se divise surtout sur le droit au travail et sur le rôle qu'aurait à tenir un gouvernement en matière sociale. Les républicains les plus modérés pensant qu'il est inutile d'intervenir dans la société alors que d'autres, plus radicaux, ont pris pour exemple la révolte des canuts et veulent corréler gouvernement et action sociale.
La Tribune des départements de Marrast étant interdite, de nouveaux organes républicains sont créés comme La Revue du Progrès de Louis Blanc en 1839 et surtout, La Réforme en 1843 de Ledru-Rollin, Eugène Cavaignac, Victor Schœlcher. Les républicains y diffusent leurs idées de suffrage masculin mais aussi de liberté d'association, chose n'étant pas possible à cause de la loi du 10 avril 1834. Les républicains s'expriment aussi dans Le National d'Adolphe Thiers, afin de « convertir » la petite bourgeoisie aux idées républicaines.
En 1839, les républicains tentent une nouvelle insurrection. Menée par les radicaux de Blanqui et Barbès, l'insurrection est préparée dans la société secrète jacobine : la Société des Saisons. Cette insurrection n'en est pas moins mal organisée et est un échec cinglant, les insurgés n'arrivent pas à prendre l'hôtel de ville de Paris et les meneurs de l'insurrection sont rapidement arrêtés. Les républicains, ainsi que les légitimistes, soutiennent les émeutes rurales de 1841 à la suite du projet du ministre des finances, Georges Humann, de re-calcul de l'assiette de l'impôt des portes et fenêtres en soutenant que le gouvernement de François Guizot souhaite secrètement revenir à la fiscalité d'Ancien Régime et augmenter les impôts.
Cette relative accalmie n'empêche pas certains députés d'être élus à la chambre: Louis-Antoine Garnier-Pagès, Arago[Lequel ?] et Hippolyte Carnot sont élus à la chambre lors des élections législatives de 1839. Lors des élections suivantes, ce sont une bonne dizaine de républicains qui sont élus. Ce retour en grâce des républicains est porté, en partie, par l'évolution de l'historiographie: des hommes de lettres comme Jules Michelet ou Louis Blanc s'acharnent à détacher la révolution de la Terreur.

## Le retour en force

### Actions pour une nouvelle révolution
Des suites des mauvaises récoltes, de la retombée de la bulle spéculative du chemin de fer et de la ligne politique de plus en plus conservatrice de François Guizot, le mécontentement s'installe progressivement dans la population, favorisant ainsi le retour des oppositions au régime, notamment celle des républicains. À la suite de récoltes catastrophiques et d'une politique gouvernementale désastreuse, la France connaît sa toute dernière disette[Quand ?]. Cette situation alimente la colère générale et suscite de nombreux troubles frumentaires. La crise agricole dégénère en crise générale, face à un gouvernement reprenant les thèses libérales des économies et qui n'intervient pas dans le marché, le laissant s'auto-réguler. C'est en fait, la conjoncture économique et le mépris gouvernemental pour les affaires sociales et la crise qui agite le pays qui permettent un retour au premier plan politique des républicains.[réf. nécessaire]
Outre le marasme économique, le gouvernement de Guizot se met à dos les ruraux par des mesures maladroites. En 1844, un permis de chasse est désormais nécessaire pour chasser ce qui est une grave remise en question des droits des ruraux, que ces derniers pensaient acquis depuis 1789, la menace d'un retour à l'Ancien Régime est toujours dans toutes les têtes. Même si l'insurrection de février 1848 est l'œuvre des Parisiens, les ruraux ne feront pas de contre-révolutions ce qui vaut à une approbation du nouveau régime républicain.[réf. nécessaire]

### Les banquets: arme fatale

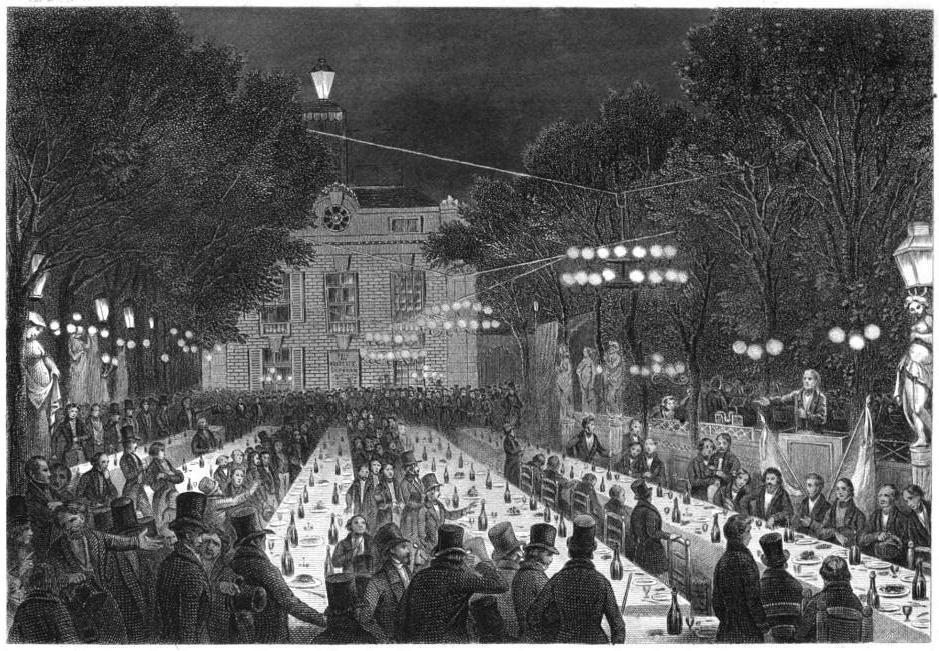
Le banquet du Château-Rouge (9 juillet 1847) ouvre la campagne des banquets.

Les républicains et libéraux de l'opposition se réunissent depuis le début de 1847 dans des banquets où l'on parle politique. Mais très vite, ces banquets deviennent des lieux de remise en cause du régime et donnent cours à de véritables réquisitoires contre la monarchie de Juillet. Le premier banquet se déroule à Paris le 9 juillet. Odilon Barrot parle devant 1 200 personnes. Ensuite suivent 70 autres banquets, chacun dans un lieu différent. Petit à petit, l'Opposition Dynastique, parti dénonçant simplement les faiblesses du régime mais ayant une profonde confiance au Roi, qui organise les banquets perd le contrôle de ces rendez-vous au profit des républicains.  Lors de banquets comme ceux d'Autun et de Dijon, des thématiques sociales apparaissent et sont parfois l'occasion de l'expression d'idées socialistes. À Valenciennes, un toast est porté « à l'abolition de la misère par le travail » ; ailleurs, on boit « à l'amélioration du sort des classes laborieuses ». D'autres orateurs, comme Alphonse de Lamartine ou Louis Blanc s'illustrent également. Tandis que Marie porte un toast à « la Liberté, l’Égalité, la Fraternité » à Orléans, les toast portés au régime lui-même disparaissent progressivement tandis que les libertés fondamentales sont acclamées, notamment à Toulouse le 9 janvier 1848. En fait, ces banquets servent de base aux républicains pour l'expression de leurs opinions, espérant convaincre la petite et moyenne bourgeoisie. Les républicains les plus radicaux s'opposeront à la campagne des banquets comme Ledru-Rollin, estimant  que la révolution ne devait que se faire par les républicains et non pas avec l'aide des orléanistes bourgeois.

### La révolution

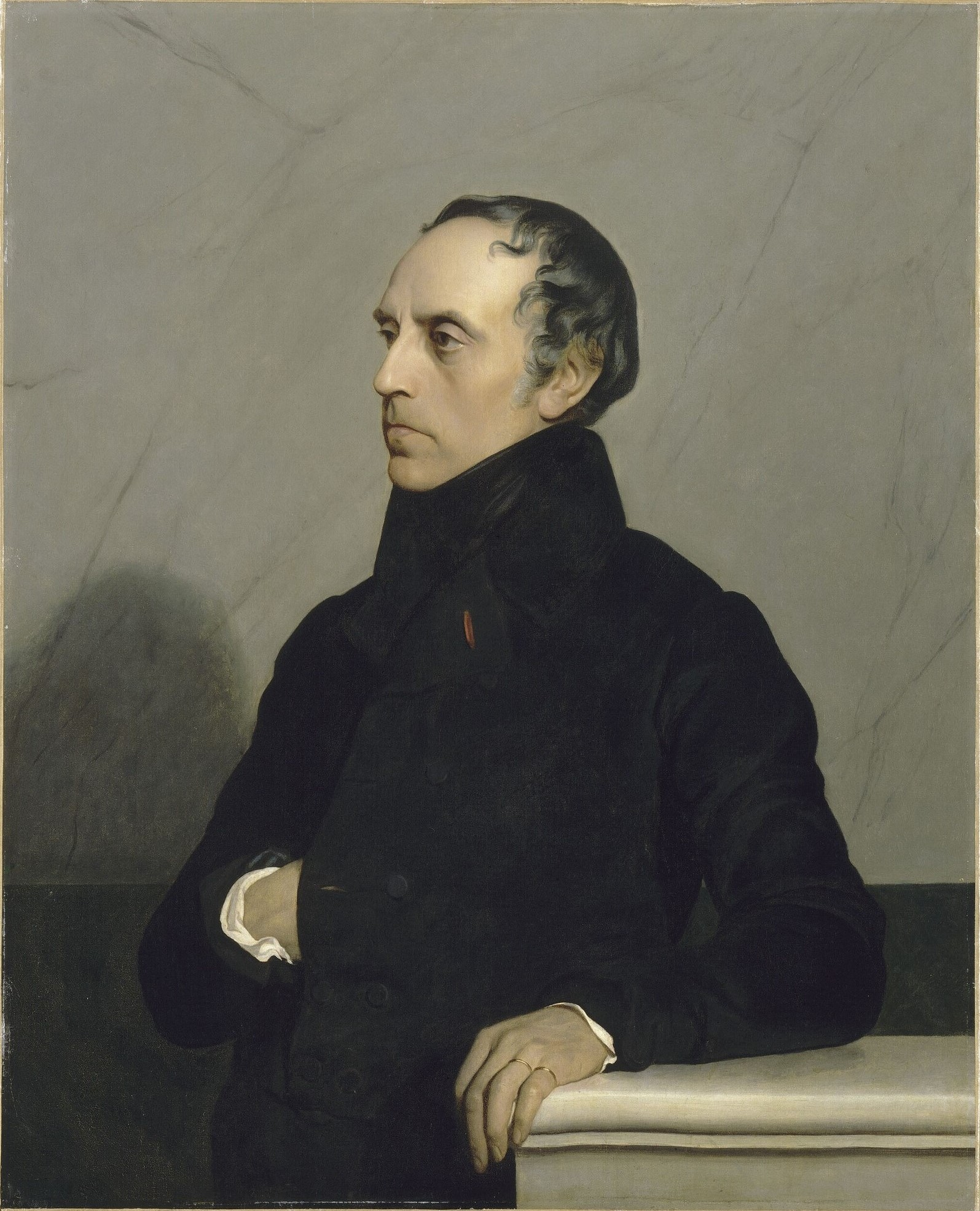
François Guizot, par sa politique impopulaire, favorisa le retour des républicains.

Le gouvernement Guizot commet des erreurs. En effet, le 17 février 1848, les députés conservateurs proposent des réformes modérées, que Guizot refuse net. Dans le même temps, la campagne des banquets bat son plein. Guizot interdit le banquet normalement prévu le 21 février dans le XIIè arrondissement. L'opposition dynastique se décide alors à annuler le banquet ce qui provoque l'indignation des républicains qui s'engagent directement sur la voie révolutionnaire. Odilon Barrot, meneur de l'opposition dynastique déclare d'ailleurs le 21 février au soir que « le char est lancé, et quoi que nous fassions le peuple sera demain dans la rue ».
Le 22 février, 3 000 personnes manifestent leur hostilité envers la monarchie de Juillet et plus particulièrement envers Guizot et marchent sur la chambre des députés. Néanmoins, le Roi reste serein puisqu'il sait qu'il peut compter sur 30 000 soldats. 
Le véritable tournant de l'insurrection se déroule le 23 février au soir, alors que l'insurrection semble calmée et contrôlée par l'armée royale, un insurgé, dans le boulevard des capucines barré par le 14e régiment de ligne, semble provoquer l'armée. L'armée réplique en tirant sur la foule, 50 personnes sont tuées. C'est à partir de ce moment que l'épreuve de force semble inévitable. Le 24 février, les armureries sont pillées et Louis-Philippe refuse de faire couler du sang, les insurgés deviennent rapidement maîtres de la capitale. La bourgeoisie, comme en 1830, essaie de récupérer cette révolution mais les républicains sont décidés à ne pas se faire berner une seconde fois, et, pendant que la bourgeoisie s'organise pour former un nouveau gouvernement, les républicains envahissent le palais-Bourbon et proclament un gouvernement provisoire composé de républicains. Lamartine proclame la Seconde république, les républicains ont gagné et la monarchie de Juillet est définitivement enterrée.

## Idéologie républicaine sous la monarchie de Juillet
Outre les partisans de la République, les républicains regroupent également en 1830 socialistes, saint-simoniens et bonapartistes.
À la suite de la Révolution française de février 1848, à l'issue de laquelle la France redevient une République après plus de 30 ans de régime monarchique, beaucoup d'orléanistes progressistes et de légitimistes, contents de la déchéance de "l'usurpateur" accepteront pleinement la nouvelle république. L'historien Maurice Agulhon les appelle les "républicains du lendemain" en opposition aux fervents républicains qui ont consacré l'essentiel de leur carrière politique à l'avènement d'une république, qui eux sont appelés "républicains de la veille".
La collaboration entre monarchistes et Louis-Napoléon Bonaparte met fin, à l'union relative entre bonapartistes et républicains, qui durait depuis le début de la Seconde Restauration. De par son ralliement aux monarchistes, Bonaparte met fin à la légende napoléonienne, consistant à ériger Napoléon Ier comme le "fils de la révolution".
L'abandon rapide d'une république sociale après les événements tragiques de juin 1848 achèvera de scinder de manière définitive le mouvement républicain entre démocrates-sociaux (radicaux et socialistes), partisans d'une république sociale et les modérés, qui eux souhaitent une république conservatrice. Ce clivage idéologique perdurera et se retrouvera notamment durant de la Troisième République, où radicaux et opportunistes s'affronteront frontalement sur plusieurs points (notamment la politique coloniale).